# Gheorghe Derussi
Gheorghe Derussi (n. 3 ianuarie 1870, România – d. 10 decembrie 1931) a fost un politician și ministru de externe român în perioada 17 decembrie 1921 -  19 ianuarie 1922), sub domnia regelui Ferdinand I al României, în guvernul Take Ionescu.
Înainte de a deveni ministru, Derussi a fost primul deputat plenipotențiar al României la Stockholm, numit la 1 aprilie 1917. La 1 mai 1917, Derussi a fost acreditat la Oslo și Copenhaga, unde au fost deschise simultan misiunile diplomatice românești.